# Kinnie

Kinnie aus Österreich

Kinnie ist der Markenname eines Erfrischungsgetränks, das von der Firma Simonds Farsons Cisk seit 1952 als Alternative zu Cola und anderen kohlensäurehaltigen Erfrischungsgetränken auf Malta hergestellt wird.
Das Getränk ist bernsteinfarben und kohlensäurehaltig und wird unter anderem aus Chinotto und Kräutern, insbesondere Wermutkraut hergestellt, von dem auch der recht bittere Geschmack herrührt. Der Name Kinnie leitet sich von der vergleichbaren italienischen Limonade namens Chinotto (ausgesprochen: „Kinotto“) ab, die mindestens seit 1949 angeboten wird.
Seit 1984 existiert auch eine Light-Version, seit 2007 mit KinnieZest eine weitere energiereduzierte Variante ähnlich der „Zero“-Linie anderer Softdrinkhersteller.
Kinnie ist innerhalb Maltas in 0,33-Liter-Dosen und PET-Flaschen à 0,5, 1,5 und 2 Liter erhältlich. Dabei haben die PET-Flaschen die bis zirka 2005 üblichen Glasflaschen à 0,33 und 1 Liter praktisch vollständig verdrängt. Für Restaurants existiert noch eine 0,25-Liter-Flasche (ohne Light oder Zest).
In Malta existieren weitere Süßgetränke (zum Teil von größeren Konzernen), die den Geschmack von Kinnie nachahmen.
Außerhalb Maltas ist Kinnie nur über wenige Importeure und überwiegend in Dosen erhältlich.